# John Kerr
John Kerr (Ardrassan, 17. prosinca 1824. – Glasgow, 15. kolovoza 1907.), škotski fizičar. Profesor na Sveučilištu u Glasgowu (od 1857. do 1901.), član Kraljevskog društva (eng. Royal Society) od 1890. Otkrio je promjene stanja polarizacije svjetlosti u izotropnom sredstvu u električnom polju (1875.) i kod refleksije (odbijanja) na feromagnetiku u magnetskom polju (1876.).

## Doprinosi

### Kerrov elektrooptički učinak
Kerrov elektrooptički učinak ili Kerrov elektrooptički efekt je dvolom svjetlosti u izotropnom sredstvu koje se nalazi u homogenom električnom polju i koje tada ima svojstva kao jednoosni kristal s optičkom osi orijentiranom u smjeru električnoga polja.

### Kerrova konstanta
Kerrova konstanta je veličina koja obilježava (karakterizira) jakost (intenzitet) Kerrova elektrooptičkog učinka (efekta) za pojedine tvari. Osobito je velika za nitrobenzen, a osim o prirodi tvari, ovisi o temperaturi i frekvenciji svjetlosti.

### Kerrova ćelija
Kerrova ćelija je uređaj u kojem se dvolom svjetlosti ostvaruje s pomoću električnoga polja. Upotrebljava se za modulaciju svjetlosnoga snopa u nekim specijaliziranim instrumentima.

### Kerrov magnetooptički učinak
Kerrov magnetooptički učinak ili Kerrov magnetooptički efekt je eliptička polarizacija svjetlosti prilikom normalne refleksije linearno polarizirane svjetlosti na namagnetiziranome feromagnetiku. To je specijalni slučaj magnetske rotacije ravnine polarizacije (Faradayeva učinka ili efekta).